# Stazione di Isoletta-San Giovanni Incarico
La stazione di Isoletta-San Giovanni Incarico è una stazione ferroviaria posta sulla linea Roma-Napoli via Cassino. È gestita da RFI, ed è stata costruita per servire le località di Isoletta, piccola frazione di Arce, e il comune di San Giovanni Incarico, distante da questa solo quattro chilometri.